# هارلان كوهن
هارلان كوهن (بالإنجليزية: Harlan Cohen)‏ (1934 في الولايات المتحدة - ) هو لاعب كرة طائرة الولايات المتحدة.

## وصلات خارجية
- هارلان كوهن على موقع أوليمبيديا (الإنجليزية)

1. ↑  NCAA Statistics (بالإنجليزية), QID:Q100895357